# 29438 Zhengjia
29438 Zhengjia è un asteroide della fascia principale. Scoperto nel 1997, presenta un'orbita caratterizzata da un semiasse maggiore pari a 2,2376437 au e da un'eccentricità di 0,0426830, inclinata di 8,71018° rispetto all'eclittica.
L'asteroide è dedicato ai musei Zhengjia di Canton.